# João Alfredo Correia de Oliveira
João Alfredo Correia de Oliveira (Ilha de Itamaracá, 1835 - Rio de Janeiro, 1919) est un homme politique brésilien.
Il a notamment été membre de la Chambre des députés et, entre 1877 et 1889, membre du Sénat de l'empire du Brésil. Il a également été plusieurs fois ministre et Premier ministre de l'empire du Brésil entre 1888 et 1889. C'est durant son mandat de Premier ministre qu'est entrée en vigueur la Loi d'or, qui a conduit à l'abolition de l'esclavage au Brésil.

## Biographie
João Alfredo Correia de Oliveira naît à Ilha de Itamaracá, dans le Pernambouc, le 12 décembre 1835.
Après sa scolarité à Goiana, João Alfredo Correia de Oliveira suit des études en sciences juridiques, qu'il termine par une maîtrise de droit. Propriétaire terrien, il devient membre de l'assemblée législative de la province de Pernambuco en tant que député provincial entre 1861 et 1863. Succédant à Manuel José de Siqueira Mendes (pt), il devient président de la province du Pará du 2 décembre 1869 jusqu'à son remplacement par Abel Graça (pt) le 17 avril 1870. En 1869, il devint membre de la Chambre des députés pour le Parti conservateur (pt) en tant que député général (pt) et y représente la province du Pernambouc jusqu'en 1875.
Le 29 septembre 1870, il prend le poste de ministre de l'Intérieur (Ministro dos Negócios do Império do Brasil) dans le cabinet du Premier ministre José Antônio Pimenta Bueno (pt), poste qu'il occupe entre le 7 mars 1871 et le 25 juin 1875. C'est dans cette fonction qu'il a œuvré à la résolution des tensions entre l'Église et l'État lors de la « Question religieuse » (Questão Religiosa) en 1875,,. En 1875, il préconise également l'organisation d'élections par province et non plus par district. Parallèlement, entre le 10 novembre 1870 et le 7 mars 1871, il occupe également le poste de ministre de l'Agriculture, du Commerce et des Travaux publics (Ministro dos Negócios da Agricultura, Comércio e Obras Públicas) dans le cabinet de Pimenta Bueno.

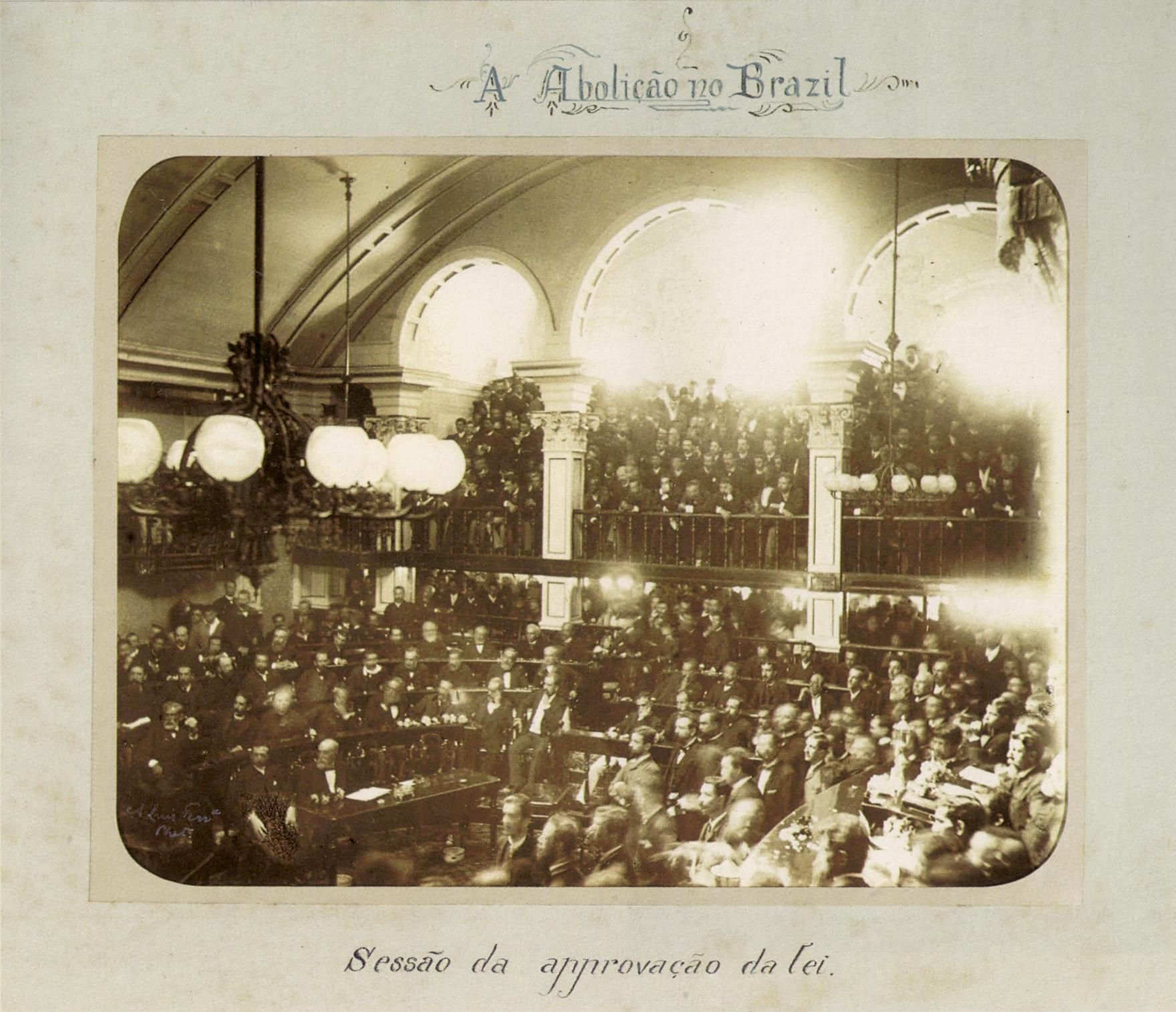
Séance du sénat bréslien lors de laquelle fut approuvée la loi d'or, le 12 mai 1888.

En 1877, João Alfredo Correia de Oliveira devient membre du Sénat de l'empire du Brésil (Senado do Império do Brasil) et y siège en tant que représentant de la province de Pernambuco jusqu'à la chute de la monarchie le 15 novembre 1889 (16e à 20e législature). Pendant son mandat au Sénat, il devient également président de la province de São Paulo le 19 octobre 1885, succédant à Elias Antônio Pacheco e Chaves (pt). Il occupe cette fonction jusqu'au 26 avril 1886, date à laquelle il cède le poste à Antônio de Queirós Teles (pt). Succédant à João Maurício Wanderley (pt), il assume finalement lui-même le poste de Premier ministre de l'empire du Brésil (Presidente do Conselho de Ministros) le 10 mars 1888, poste qu'il occupe jusqu'à son remplacement par Afonso Celso de Assis Figueiredo (pt) le 7 juin 1889. La Loi d'or, qui conduit à l'abolition de l'esclavage au Brésil, entre en vigueur pendant son mandat de Premier ministre,,,. Dans son cabinet, il assume également la fonction de ministre des Finances (Ministro da Fazenda) du 10 mars 1888 au 7 juin 1889. Succédant à Ubaldino do Amaral (pt) et à une direction provisoire de Norberto Custódio Ferreira, il devient le 6 avril 1911 président du Banco do Brasil, la plus grande et la plus ancienne banque du Brésil, fondée le 12 octobre 1808 à Rio de Janeiro. Il occupe cette fonction jusqu'au 27 novembre 1914, date à laquelle il est remplacé par Homero Batista (pt).
Pour ses mérites, il est fait commandeur de l'ordre du Christ du Portugal, de l'ordre de la Couronne d'Italie, de l'ordre impérial et royal de l'Aigle blanc de Russie et de l'ordre impérial de Léopold d'Autriche-Hongrie.
João Alfredo Correia de Oliveira meurt à Rio de Janeiro le 6 mars 1919.

## Ouvrages publiés
- Projeto de Reforma Eleitoral apresentado à Câmara dos Deputados, na Sessão de 30 de abril de 1873, Rio de Janeiro, 1873.
- Regulamento do Registro civil dos Nascimentos, Casamentos e Óbitos, 1875.
- Discursos pronunciados à Assembléia Legislativa da Província de São Paulo, 1886.
- Discursos Parlamentares na sessão de 1888, 1888.